# Zoe Rae
Zoe Rae (Chicago, 13 juli 1910 – Newberg, 20 mei 2006) was een Amerikaanse kindactrice uit het tijdperk van de stomme film.

## Biografie
Rae werd geboren als Zoë Rae Bech in Chicago (Illinois) op 13 juli 1910 als dochter van George en Zoë Bech. Bijna vanaf het moment dat ze oud genoeg was om te lopen, was haar moeder vastbesloten om te profiteren van de innemende persoonlijkheid van haar dochter door haar te laten acteren in films. Rae verscheen in 54 films tussen 1915 en 1920. Ze werd door Motion Picture Magazine "de beste kleine emotionele actrice ooit" genoemd.
Toen ze tien was, besloot haar vader dat ze geen films meer mocht maken totdat ze klaar was met school. Na haar studie probeerde ze het als scenarioschrijfster en zangeres voordat ze een dansstudio opende in Hollywood. In 1934 trouwde ze met collega-danser Ronald Foster Barlow. Het paar kreeg twee kinderen en bleef gedurende 65 jaar getrouwd tot aan zijn dood.
Rae overleed op 20 mei 2006 in Newberg (Oregon) op 95-jarige leeftijd.

## Filmografie (selectie)
- The Canceled Mortgage (1915)
- Bettina Loved a Soldier (1916)
- Naked Hearts (1916)
- The Bugler of Algiers (1916)
- A Kentucky Cinderella (1917)
- The Silent Lady (1917)
- The Cricket (1917)
- Heart Strings (1917)
- The Circus of Life (1917)
- My Little Boy (1917)
- The Little Pirate (1917)
- Polly Put the Kettle On (1917)
- The Magic Eye (1918)
- The Star Prince (1918)
- Ace of the Saddle (1919)